# Geografia da Zâmbia

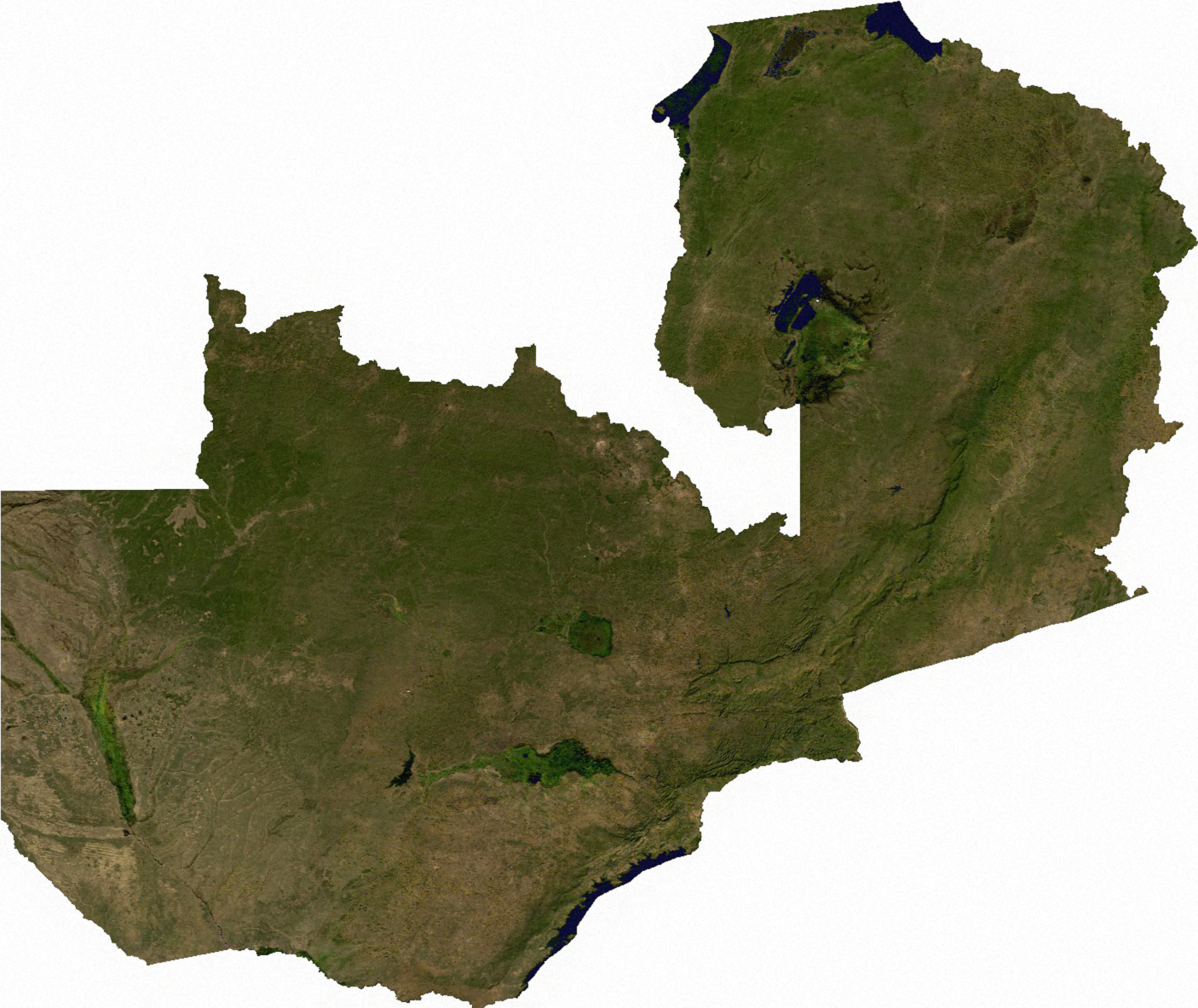
Mapa de satélite

A Zâmbia é um país interior da África austral, limitado a norte pela República Democrática do Congo e pela Tanzânia, a leste pelo Malawi, a sul por Moçambique, pelo Zimbabwe e pela Namíbia e a oeste por Angola. Capital: Lusaka.
Coordenadas geográficas: 15° 00′ S, 30° 00′ L

## Área
Total: 752 614 km²

Terra: 740 724 km²

Água: 11 890 km²
Área comparativa: um pouco maior que o estado do Texas.

## Fronteiras terrestres
Total: 5,664 km

Países fronteiriços:
- Angola 1,110 km
- República Democrática do Congo 1,930 km
- Malawi 837 km
- Moçambique 419 km
- Namíbia 233 km
- Tanzânia 338 km
- Zimbabwe 797 km
- Botswana 0 km (a fronteira é um ponto de encontro de quatro países: Zâmbia, Namíbia, Botswana e Angola).

## Clima
Tropical modificado pela altitude; época de chuvas (Outubro a Abril).

## Terreno
A maior parte do país é formada por um elevado planalto, que se estende desde a fossa tectônica do Malawi até a região pantanosa na fronteira com Angola. O Rio Zambeze, que corre na direção sul, é represado em Kariba, onde há uma grande usina hidrelétrica.
- Extremos altimétricos:
  - Ponto mais baixo: o rio Zambeze, na fronteira com o Zimbabwe - Cataratas Vitória - 329 m
  - Ponto mais elevado: Colinas Mafinga 2301 m

## Recursos naturais
Cobre, cobalto, zinco, chumbo, carvão, esmeraldas, ouro, prata, urânio, energia hidrelétrica.

## Uso da terra
Terra arável: 7,08%

Culturas permanentes: 0,03%

Outras: 92,89% (1998 est.)
- Área irrigada:460 km² (estimativa de 1998)